# Château de Corcelle (Châtenoy-le-Royal)
Pour l’article ayant un titre homophone, voir Château de Corcelles.
 (juin 2014).
Si vous disposez d'ouvrages ou d'articles de référence ou si vous connaissez des sites web de qualité traitant du thème abordé ici, merci de compléter l'article en donnant les références utiles à sa vérifiabilité et en les liant à la section « Notes et références ».
Le château de Corcelle est un château de plaisance, du XVIIIe siècle (1738), qui se dresse sur la commune de Châtenoy-le-Royal dans le département de Saône-et-Loire, en région Bourgogne-Franche-Comté.

## Situation
Le château de Corcelle est situé dans le département français de Saône-et-Loire sur la commune de Châtenoy-le-Royal, dans le hameau portant le même nom.

## Histoire

### Époque romaine
La terre de Corcelle appelée aussi Courcelle ou Castenetum est habitée depuis au moins l'époque romaine. Des vestiges romains ont été découverts dans le parc et ses alentours. En particulier, une borne milliaire romaine datant de 276 ap JC a été trouvée au fond du parc à l'endroit où passait la voie romaine reliant Cabillonum (Chalon sur saône) à Augustodunum (Autun). La borne milliaire est désormais exposée au musée Denon de Chalon sur Saône.
L'inscription précise :
IMPERATORI CAESARI CAIO JULIO VERO

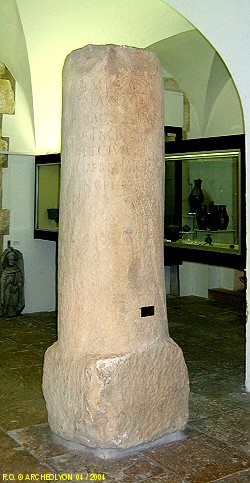
Borne milliaire (276 ap JC) découverte à Corcelle

MAXIMINO PIO FELICI AUGUSTO GERMANICO MAXIMO
DACICO MAXIMO SARMATICO MAXIMO PONTIFICI MAXIMO
IMPERATORI V CONSULI PROCONSULI PATRI PATRIAE
ET CAIO JULIO VERO MAXIMO
GERMANICO MAXIMO DACICO MAXIMO SARMATICO MAXIMO
NOBILISSIMO CAESARI AB AUGUSTODUNO
MILLIA PASSUUM XXXII
À l'empereur César Caius Julius Verus Maximin, pieux, heureux, Auguste, grand vainqueur des Germains,
grand vainqueur des Daces et des Sarmates, grand pontife
empereur pour la 5e fois, consul, proconsul, père de la patrie,
et à Caius Julius Verus Maxime,
grand vainqueur des Germains,
grand vainqueur des Daces et des Sarmates,
très noble César, depuis Autun
32 mille pas

### Les origines du château
La famille Viard de la Verchère possède depuis au moins le XVe siècle de nombreuses terres à Corcelle. Cette famille originaire du Brionnais (Bourgogne sud) a eu une grande influence en Bourgogne du XVe   au   XVIIIe siècle. Elle a été particulièrement impliquée dans la conquête de la Nouvelle France (actuel Canada) où Madeleine de la Verchère, âgée de 14 ans, lutta avec héroïsme en 1692 contre les Iroquois pour sauver le fort de la Verchère et la colonie. Ses exploits remontèrent jusqu'à la cour de Louis XIV et elle obtint du roi une pension de 400 livres.
Françoise Viard de la Verchère épouse Charles Gauthier de la Tournelle (1704-1774). La famille de la Tournelle est une des plus anciennes familles de Bourgogne originaire du Morvan. En 1742, la famille fait parler d'elle par l’intermédiaire de la marquise de la Tournelle (Marie-Anne de Mailly-Nesle) qui était d'une très grande beauté. Elle fut la maîtresse du neveu de Richelieu puis du roi Louis XV.
Françoise et Charles Gauthier ont un fils en 1736, Gabriel.
Ils achètent trois maisons de la rue des Poulets à Chalon-sur-Saône et les remplacent par un hôtel particulier. C'est à cette époque qu’elle entreprend la construction du château de Corcelle.
Gabriel épouse Marie-Françoise de Charrin en 1768. Il fait agrandir le domaine de Corcelle et fait construire une chapelle qui est consacrée en 1788. La période révolutionnaire donne des sueurs froides à la famille de la Tournelle ainsi qu'à leur curé, Jean Pierre Besançenot.
Dans les derniers jours d'août 1793, il se rend à Luxeuil les bains pour soigner des rhumatismes, qu'il a fait constater par un certificat médical. Ce suffit pour le faire réputer suspect. Arrêté comme égoïste et très indifférent sur les affaires et le succès de la République, il est incarcéré à Chalon en décembre 1793 et relâché le 13 octobre de l'année suivante.

Dans l'intervalle le district de Louhans l'a porté sur la liste des suspects pour ne pas avoir envoyé de certificat de résidence au château de Corcelle. Plus de deux cents chalonnais signent sa demande de radiation. Mais il lui faut attendre février 1799 pour obtenir gain de cause. Gabriel 
meurt à Châlon le 10 février 1813.

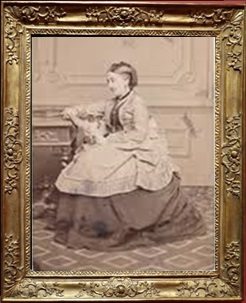
Anne Charlotte Hélène d'Andlau

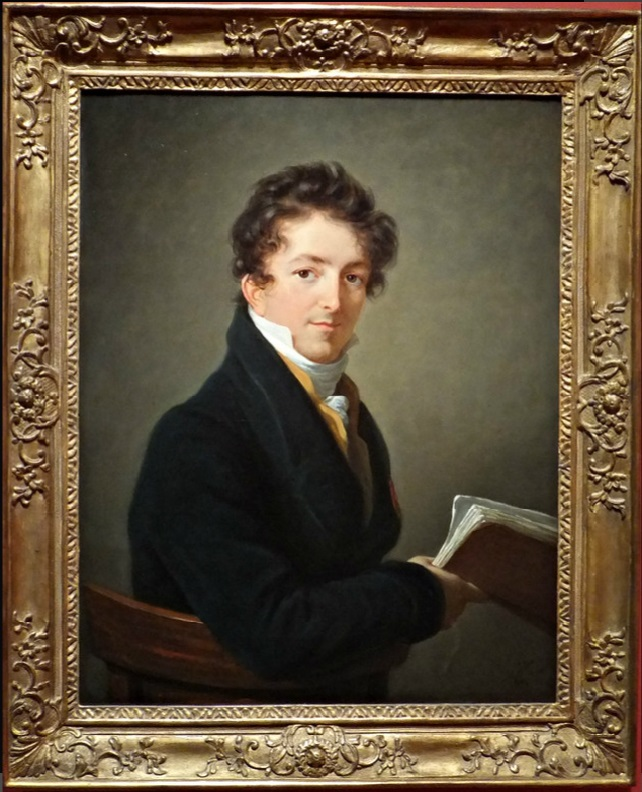
Armand Gaston Félix d'Andlau

En 1823, Charles-Marie de Charrin, petit fils de Gabriel, hérite du domaine. Il se marie à Marie-Louise Anaïs Fleur de Lys et pendant vingt ans, il agrandit le domaine. Il est nommé comte de Charrin. Il sera même élu maire de la commune de Châtenoy le royal.
En mai 1843, leur fils, Mathieu Jean Marie, épouse Anne Charlotte Hélène d'Andlau, fille du célèbre Armand Gaston Délix d'Andlau (député et comte d'Andlau).

### L'âge d'or du château de Corcelle
La propriété passe en 1869 au nom de M. Adolphe Lemoine dit Montigny, demeurant à Paris.

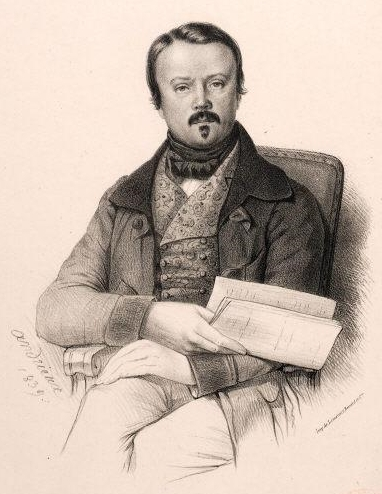
Adolphe Lemoine

Né en Belgique en 1812, Adolphe Lemoine s'installe de bonne heure dans la capitale où il exerce le métier de comédien et joue sur les scènes du « Théâtre Français » ou à la « Gaîté ». À partir de 1844, aidé de son frère Edouard, et jusqu'à sa mort, il dirige le très réputé « Théâtre du Gymnase », où l'on présente les œuvres de Balzac, George Sand ou Alexandre Dumas fils. Adolphe Lemoine signe également de nombreux vaudevilles et drames tels qu’Amazampo ou la famille Dulaure.
En mai 1847 il épouse Rose Chéri, fille de Jean-Baptiste Cizos dit Chéri et de Sophie Juliette Garcin, tous deux issus de longues lignées de comédiens spécialisés dans les spectacles de province.

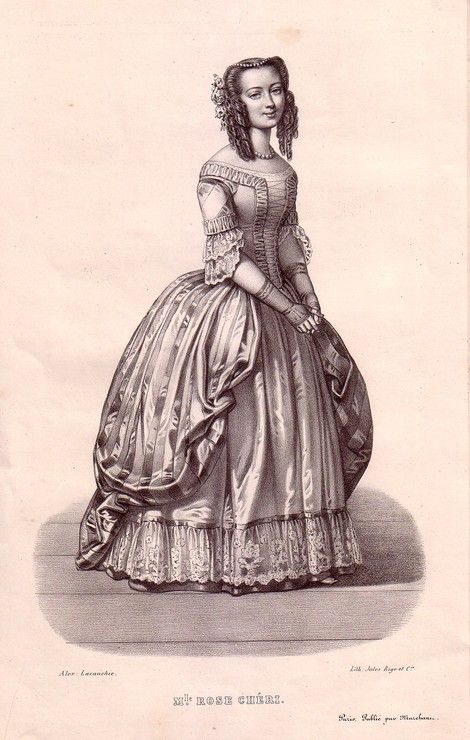
Rose Chéri

Rose Chéri (née le 2 octobre 1824) et sa sœur Anna (1826), toutes deux nées à Étampes sont des actrices connues sous les pseudonymes de Rose Chéri puis Chéri Montigny pour la première et Chéri Lesueur pour la seconde. Leur frère Victor, violoniste est un chef d'orchestre réputé.
Montée sur les planches dès sa plus tendre enfance, Rose Marie (suivant l'état civil) est remarquée par Loïsa Puget, ce qui lui permet d'être engagée dans la troupe du Théâtre du Gymnase Dramatique du Boulevard de Bonne Nouvelle à Paris. Blonde avec de grands yeux bleus, elle chante et joue du piano à merveille.
Rose donne trois enfants à Montigny et se dévoue énergiquement pour la cause des plus malheureux. Durant les événements de 1848 qui plongent le Gymnase dans un embarras financier, elle renonce à ses salaires et donne des représentations en province et notamment au château de Corcelle. Elle succombe en septembre 1861 à l'âge de 35 ans des suites d'une grave maladie contagieuse dont elle a réussi à sauver son fils Joseph.

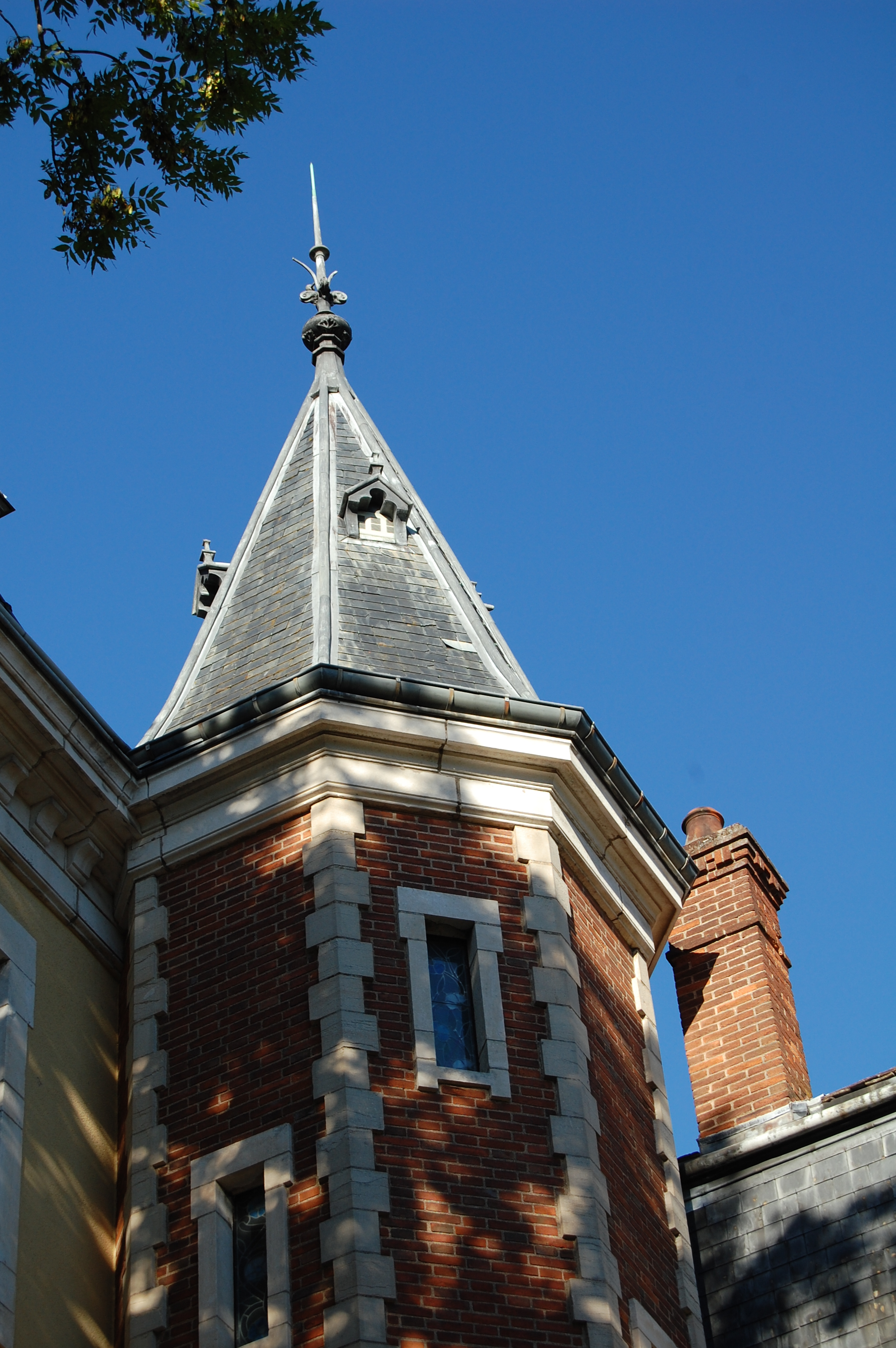
Tourelle du château

Vers 1881 la propriété de Corcelle est achetée par un riche industriel lillois, Charles Henri Auguste Van der Straeten, pour sa fille Marie. Elle se marie à Albert Chevrier qui est alors un grand négociant à Châlon sur Saône.
En août 1883, ils sont âgés respectivement de trente et un et vingt quatre ans et demeurent à Corcelle quand un fils, Charles Albert Jules Floris, naît de leur union.
Albert transforme profondément le château et le domaine dans les années 1880 : construction de deux tours, agrandissement du pavillon, construction d’un haras, réalisation de vitraux par son meilleur ami et maître verrier Félix Gaudin
C'est l'âge d'or du château de Corcelle.

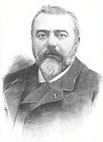
Portrait de Félix Gaudin

Albert et Félix se sont connus au collège de Châlon sur Saône. Félix prend l’habitude de se rendre régulièrement à Corcelle où il monte régulièrement à cheval dans le haras d’Albert Chevrier. Il réalise de nombreux vitraux pour le château de Corcelle ce qui en fait une des demeures françaises possédant le plus de vitraux de style Art nouveau. Albert lui commande également les vitraux « Symphonie », « Harmonie », « Matinée de printemps » et « Après midi d’automne » pour son hôtel particulier de Chalon sur Saône. Le vitrail Harmonie remportera une médaille d'or lors de l’exposition universelle de 1900. Le vitrail "Après midi d’automne" est aujourd'hui exposé au musée des Arts décoratifs de Paris.
Considéré comme le maître verrier de l'art nouveau, Félix Gaudin était le vitrailliste préféré d’Eugène Grasset.
Le château de Corcelle est également le cadre de nombreuses représentations théâtrales.
Charles Albert Jules Chevrier se marie en 1901 à Marie Antoinette, Renée de Bonniol de Trémont. Il décède à Nice en septembre 1965. Ils sont enterrés tous les deux au cimetière de Châtenoy le Royal.

### Le château auXXesiècle
En 1962, le domaine est morcelé : Charles Albert Chevrier conserve le pavillon, le haras deviendra un centre canin, la ferme et la chapelle deviennent des logements. Le château est vendu à la famille Balland, puis en 1990 à la famille Dupuy Trecul et en 1993 à la famille Boulanger.
En 2011, la famille Dechanet achète le château et le restaure progressivement tout en conservant le style et les éléments d'origine.

## Description
Le château est construit en 1738 par Charles Gauthier de la Tournelle. Le cadastre du XVIIIe siècle fait état d'un bâti carré entouré de deux dépendances de part et d'autre du logement principal. Une ferme, une chapelle, des écuries et une orangerie viennent compléter l'ensemble.
Le château est une propriété privée et ne se visite pas.